# Eugagrella yuennanana
Eugagrella yuennanana is een hooiwagen uit de familie Sclerosomatidae.